# 풍월변
《풍월변》(风月变)은 2023년 방송되었던 중국의 드라마이다.

## 줄거리
- 화릉성 지휘관 '능장풍'은 산적들이 습격한 마을에서 죽어있는 사람들 사이에 홀로 있는 '당천월'을 발견한다. 장풍은 갈 곳이 없던 그녀를 집으로 데려가 함께 지내며 애정이 싹튼 두 사람은 혼인을 한다. 3년째가 된 섣달그믐날 밤 천월은 빨간 옷을 입은 무리의 습격을 받고, 갑자기 깨어난 천월은 붉은 눈을 한 채 장풍의 목을 무는데...

## 등장 인물
- 여소우 - 당천월 역
- 조혁흠 (赵弈钦) - 능장풍 역
- 등개 (邓凯) - 능장신 역
- 오일여격 (乌日丽格) - 보주 역
- 후단단 (胡丹丹) - 사소염 역
- 양택 (杨泽) - 안무명 역
- 왕약린 (Rolling Wang) - 태위 역
- 리만 - 연바바 역
- 주분순 (周体顺) - 경명 역

## 참고 사항
- 중국 현지에서 방송한지 두달만에 중화TV에서 VOD저작권을 구입했다 국내 방송일자는 9월 25일 이다